# تیرشتاین (بایرن)
تیرشتاین (به آلمانی: Thierstein) یک شهر در آلمان است که در Wunsiedel واقع شده‌است. تیرشتاین ۱٬۲۸۵ نفر جمعیت دارد.